# 土屋正慶
土屋 正慶（つちや まさのり、貞享元年（1684年） - 宝暦3年6月28日（1753年7月28日））は、江戸幕府の旗本。官位は従五位下美濃守。通称は平三郎。土屋正敬の二男。兄弟に正種（早世）、大森時長（大森勝長の養子、長崎奉行（1732年-1734年））がいる。母は伏見御香宮神社神職三木采女安清の娘。室は石川盛行の養女（近衛家家司・下村高峯の娘）。養子に土屋昌長（岡部忠直の三男）がいる。

## 生涯
土屋正慶は、元禄11年（1698年）数え15歳のとき、徳川綱吉に拝謁した。宝永6年（1709年）書院番、正徳2年（1712年）土屋家遺跡を継いだ。享保3年（1718年）3月、浄円院（徳川吉宗生母）が和歌山城から江戸城に移る際、宿割を勤めるよう命じられる。同年10月御徒組頭、同年12月布衣の着用をゆるされる。享保9年（1724年）二の丸、享保10年（1725年）より西の丸で勤める。享保13年（1728年）西の丸新番頭、元文4年（1739年）小普請組支配に移動する。
元文5年（1740年）10月29日、永井尚方が同氏配下の島田常政の知行地での農民訴に関して行った差配が片手落ちでよくないと、幕府よりお咎めをうけ40日間出仕おとどめを受けた件で、同職にあった正慶らもお咎めを受け、40日間の拝謁のおとどめとなった。
延享3年（1746年）7月大目付、同年12月従五位下美濃守に叙任。延享4年（1747年）田安家家老となる。宝暦3年（1753年）3月職を辞し寄合に列する。同年6月死去、享年70。